# Gordon E. Moore
Gordon Earle Moore (ur. 3 stycznia 1929 w San Francisco, zm. 24 marca 2023 w Waimea na Hawajach) – amerykański informatyk i przedsiębiorca, współzałożyciel korporacji Intel.

## Życiorys
Studiował na wydziale chemii na Uniwersytecie Kalifornijskim w Berkeley. Doktorat ukończył w dziedzinie chemii i fizyki w California Institute of Technology w roku 1954. W czerwcu 1968 roku był jednym z założycieli korporacji Intel. Przez wiele lat pracował w zarządzie tej firmy. Miał także tytuł emerytowanego członka zarządu.
Przypisuje się mu autorstwo prawa Moore’a.